# 京急大師線

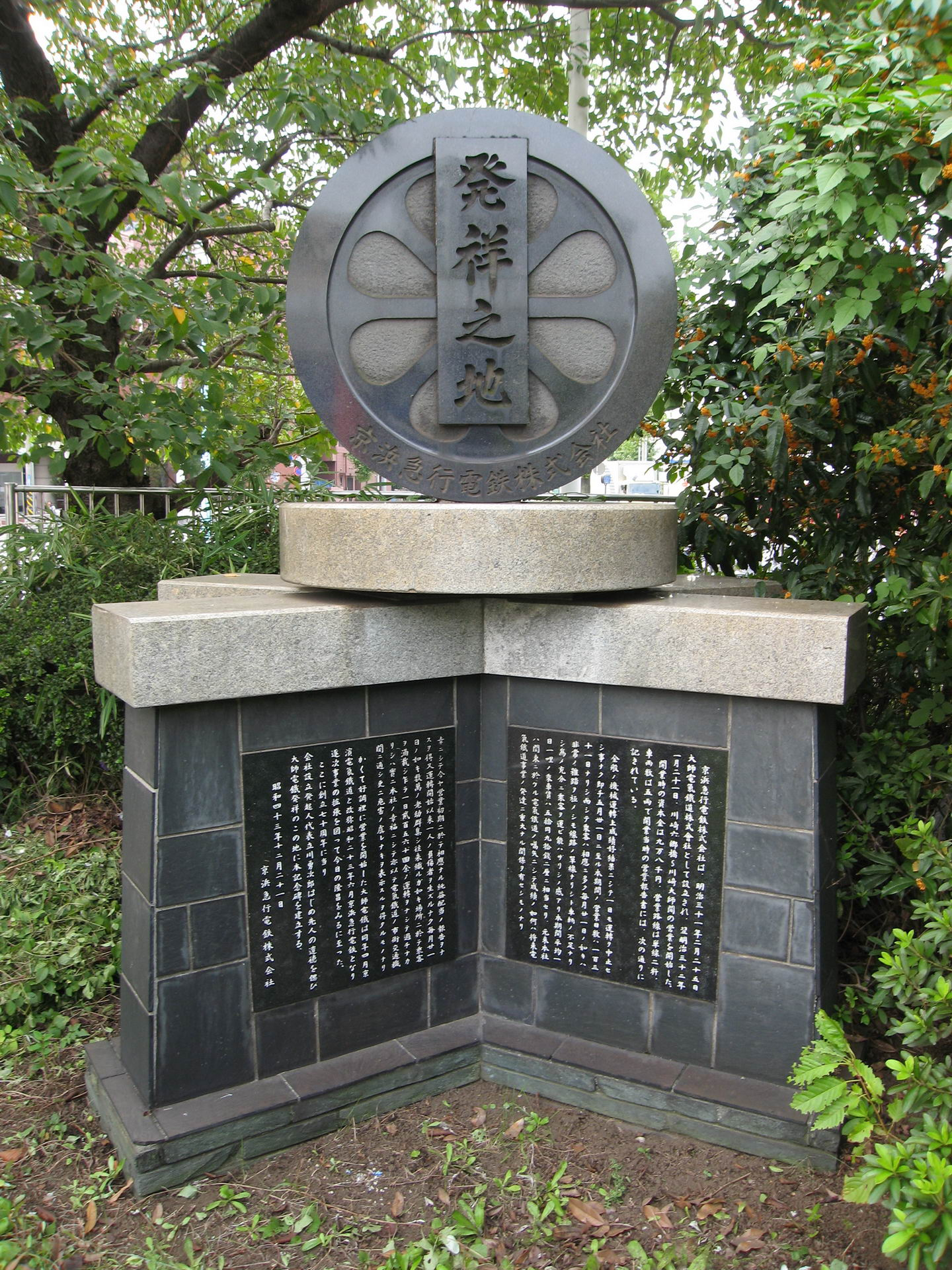
京浜急行電鉄発祥の地記念碑（川崎大師駅）

大師線（だいしせん）は、京急川崎駅と小島新田駅を結ぶ、京浜急行電鉄（京急）の鉄道路線である。全線が神奈川県川崎市川崎区内にある。駅ナンバリングで使われる路線記号はKK。
「京急の創業路線」であり、川崎大師（平間寺）への参詣者を運ぶため1899年（明治32年）1月21日に開業した、寺社仏閣へのアクセスを目的とした日本初の参詣鉄道であった。また、当路線の輸送サービスと新聞などのプロモーションの影響により、正月に川崎大師に参拝することが庶民の間で人気となり、近代以降の初詣の一般化に大きな影響を与えた。現在は臨海部の京浜工業地帯への通勤路線としても機能している。京急川崎駅で京急本線と接続し、基本的に線内折り返しの普通列車のみが運行されている。

## 路線データ
- 路線距離：4.5 km
- 軌間：1,435 mm
- 駅数：7駅（起・終点駅含む）
- 複線区間：全線
- 電化区間：全線（直流1,500 V）
- 閉塞方式：自動閉塞式
- 最高速度：60 km/h[2]
- 保安装置：C-ATS
- 列車無線：誘導無線方式（IR）、デジタル空間波無線方式（デジタルSR）（併用）

## 沿線概況
大師線は多摩川の南側を大師道（国道409号）に沿って東西方向に走っている。
京急川崎駅1階の大師線ホームを発車すると、北東へ直進して本線への連絡線および川崎変電所へ至る車両基地を右折し、東方へ直進して大師道（国道409号）を平面交差する。やがてカーブで減速し六郷橋（および旧六郷橋駅）の下をくぐる。そのまま徐行運転を続け、東南東方向にカーブし港町駅に至る。そして、ほぼ東へ直進し、運河橋梁付近を高架で通過し鈴木町駅付近で地上に戻る。そのまま地上を直進し川崎大師最寄りの川崎大師駅を出た付近で再び大師道（国道409号）と平面交差する。川崎大師駅からは東北東方向に約0.2 kmほど進み、国道と並行して東方へ直進する。そのまま東門前駅を通ると、2019年に地下化された大師橋駅へ至り、ここで産業道路（神奈川県道6号）と、首都高速横羽線を立体交差で通過する。大師橋駅を過ぎると東南東方向に向きを変えて地上に上がり、終点の小島新田駅に達する。
2005年（平成17年）頃から港町駅 - 大師橋駅間の沿線で大規模マンション建設が相次ぎ、2007年（平成19年）から2016年（平成28年）の10年間だけでも沿線人口は33%増加した。鈴木町駅、川崎大師駅、東門前駅の南側は昔ながらの商店街も賑わっており、商店街の周辺に閑静な住宅地も広がっている。大師道（国道409号）より北側は多摩川リバーサイド地区、大師河原・殿町地区として大師線地下化事業や首都高速川崎線整備とともに都市再整備が進められ、工場跡地を利用したタワーマンション「リヴァリエ」や複合商業施設「マーケットスクエア川崎イースト」「ミナトマチプラザ」なども建設された。
川崎大師で有名な大師線ではあるが、大師橋・産業道路以東に広がる工業地帯や、60を超える企業・機関が誘致されているキングスカイフロントへの通勤路線としての一面もあり、小島新田駅周辺からは浮島地区に立地する企業各社の通勤バスも発着している。また、大師線沿線からは東京都心や羽田空港、横浜市へのアクセスが良好なこともあり、都心回帰による沿線人口の増加とともに朝夕の乗客の流れに変化が起きている。

## 運行形態
普通列車のみ運行されている。全列車が京急川崎駅 - 小島新田駅間を往復する運用で、他路線との直通や途中駅での折り返しはない。ワンマン運転は行われていない。
毎年大晦日から元日にかけては川崎大師初詣客のためかつては終夜運転が行われていたが、コロナ禍で中断され2021年（令和3年）以降は行われていない。2025年（令和7年）年始においては増発などで対応している。また、かつては本線からの直通列車が年末年始に運転されることがあった。1956年（昭和31年）から1972年（昭和47年）まで（1965年〈昭和40年〉と1971年〈昭和46年〉は工事の影響で運転せず）は品川駅からの直通急行が運転され、2000年代初頭の正月ダイヤでは本線からの直通列車が運転されたことがある。
基本的に平日ラッシュ時は5分間隔、日中は10分間隔の運転となっている。1月上旬の川崎大師参拝客輸送を始め、沿線行事やイベントのある日には日中6分間隔に増発される。
原則、京急川崎駅では3番線を使用する。車庫に入る場合のみ1番線を使用する。

## 使用車両
- 新1000形（2008年 - ）[11]
- 600形（2016年 - ）

各形式ともホーム有効長の関係上4両編成のみが運用される。このため、8両固定編成しかない2100形は入線できない。
また、新1000形においては、主に1400番台が使用され、1800番台が使用されることもある。

### 過去の使用車両
1500V昇圧以降は140形、230形、400形、500形、700形、1000形、2000形、1500形などが使用された。800形については3両編成時代も含めて運用実績がなかった。

## 歴史
1899年（明治32年）1月21日、川崎大師への参拝客輸送を目的として開業した、京浜急行電鉄最古の路線である。営業運転を行う鉄道としては日本で初めて標準軌を採用し、また電車による運行は関東で初めてのものである。人力車組合の反対で遅れていた現在の京急川崎駅への乗り入れも3年後の1902年（明治35年）に果たした。なお、大師駅から先、総持寺駅（京急本線の京急鶴見駅 - 花月総持寺駅間にあった駅）まで当初は京浜電気鉄道（当時）自ら建設する予定であったが、別会社で建設されることになり、子会社の海岸電気軌道の手で1926年（大正15年）10月16日に大師 - 総持寺間が全通した。海岸電気軌道は鶴見臨港鉄道（現・JR東日本鶴見線）に買収されたのち1937年（昭和12年）12月1日に廃止となった。海岸電気軌道線の大師 - 大師河原間は現在の川崎大師駅 - 大師橋駅間とほぼ一致しているが、大師橋駅からは産業道路に並行して総持寺へ向かっていた。同駅の手前から産業道路横浜方面へ伸びる細い道が海岸電気軌道線の跡である（「海岸電気軌道#海岸電軌廃線跡の現状」も参照）。
同線の開通以降、川崎大師へは毎年各地からの参拝客で大いに賑わうこととなり、それまで初詣といえば地元の神社仏閣へ参拝するのが習慣であったものを、各地の有名社寺まで電車に乗って初詣をするという習慣に変えた歴史的にも意義のある路線である。開業後、会社の予想を大幅に超える収益を上げたことから京浜間に路線網を拡大する基礎を築くとともに、各地の電気軌道計画に影響を与えることとなった。
太平洋戦争中は陸上交通事業調整法により1942年（昭和17年）から東京急行電鉄の運営となり、防諜上の理由により一部の駅名を変更した。翌1943年（昭和18年）には、開業以来の軌道法に基づく軌道線から地方鉄道法に基づく地方鉄道線に転換した。さらに工業地帯への通勤輸送を担うため、海岸電気軌道の廃線跡を一部活用して桜本駅まで延伸されたが、延伸区間は軌道法による軌道として開業した。
戦後、京浜急行電鉄として独立後の1952年（昭和27年）に塩浜駅 - 桜本駅間を川崎市交通局（当時は交通部）に譲渡し、同区間は川崎市電に組み込まれた（1964年休止・1967年廃止）。さらに1964年（昭和39年）には国鉄塩浜操車場（塩浜操駅・現在の川崎貨物駅）建設のため小島新田駅 - 塩浜駅間が休止され（小島新田駅も西に移転）、1970年（昭和45年）に正式に廃止、現在の路線が確定した（「海岸電気軌道#京急大師線と川崎市電の臨海部延長」も参照）。なお、軌道線として開業した川崎大師駅 - 小島新田駅間も1977年（昭和52年）5月10日に地方鉄道線に転換しており、現在では全線が鉄道事業法に基づく鉄道線となっている。
1949年（昭和24年）より鈴木町駅 - 桜本駅間で下り線が1067 mm軌間との三線軌条となり、沿線の味の素川崎工場と、日本冶金工業から国鉄の貨物線への貨物輸送が行われた（さらに三線軌条の内側の1067 mm軌間は川崎市電日本鋼管前電停まで繋がっていた）。その後、前述の線路変更の結果、1964年（昭和39年）以降は塩浜操車場（塩浜操駅）から川崎大師駅先にある味の素川崎工場までに短縮され、大師線の旅客列車終車後に味の素へ出入りする貨物列車が運転されていた（運行は神奈川臨海鉄道が請け負っていた）。1960年代の最盛期には1日2便運行されたが、トラック輸送およびコンテナへの移行により貨物列車の運行が減り（末期は不定期に週2日程度）、1997年（平成9年）に貨物輸送が廃止されたため、現在は通常の二線軌条となっている（「神奈川臨海鉄道#歴史」「川崎市電#備考」も参照）。

### 年表
- 1899年（明治32年）
  - 1月21日：大師電気鉄道により川崎駅（後の六郷橋駅） - 大師駅（現在の川崎大師駅）間が開業。川崎駅、池端駅、大師駅が開業。
  - 4月25日：大師電気鉄道が京浜電気鉄道に社名変更。
  - 11月29日：全線が複線化。
- 1902年（明治35年）9月1日：川崎駅が六郷橋駅に改称。本線の一部として川崎駅（現在の京急川崎駅） - 六郷橋駅間が開業。川崎駅、下新宿駅（後の新宿駅）が開業。
- 1904年（明治37年）3月1日：全線が1372 mmに改軌。
- 1906年（明治39年）10月1日：本線の川崎駅 - 六郷橋駅間が編入され起点駅が川崎駅に変更。
- 1918年（大正7年）：発電所前駅が久根崎駅に改称。
- 1925年（大正14年）11月：川崎駅が京浜川崎駅、大師駅が川崎大師駅に改称。
- 1926年（大正15年）12月24日：京浜国道（現・国道15号）の改築に伴い六郷橋駅が新線上に移転し、京浜川崎駅 - 六郷橋駅間が経路変更・専用軌道化。旧線上の新宿駅が廃止。
- 1928年（昭和3年）12月28日：六郷橋駅 - 川崎大師駅間が経路変更・専用軌道化。旧線上の久根崎駅、池端駅が廃止。
- 1929年（昭和4年）
  - （月日不明）：河川事務所前駅（現在の港町駅）が臨時駅として開業。
  - 12月10日：味の素前駅（現在の鈴木町駅）が開業。
- 1931年（昭和6年）：河川事務所前駅が廃止。
- 1932年（昭和7年）3月21日：河川事務所前駅がコロムビア前駅として再開業。
- 1933年（昭和8年）4月1日：全線が1435 mmに再改軌。
- 1942年（昭和17年）5月1日：京浜電気鉄道が東京急行電鉄に合併（大東急）。東急の路線（東急品川線の一部）となる。
- 1943年（昭和18年）
  - 6月1日：軌道法に基づく軌道線から地方鉄道法に基づく地方鉄道線に変更。東急湘南線の一部となる。
  - 6月30日：コロムビア前駅が休止。
- 1944年（昭和19年）
  - （月日不明）：六郷橋駅が休止。
  - 2月1日：コロムビア前駅が港町駅に改称され営業再開。
  - 6月1日：川崎大師駅 - 産業道路駅（現在の大師橋駅）間が開業（軌道法に基づく軌道線）。東門前駅、産業道路駅が開業。
  - 10月1日：産業道路駅 - 入江崎駅間が開業（軌道法に基づく軌道線）。小島新田駅、塩浜駅、入江崎駅が開業。
  - 10月20日：味の素前駅が鈴木町駅に改称。
- 1945年（昭和20年）1月7日：入江崎駅 - 桜本駅間が開業（軌道法に基づく軌道線）。大師線全通。桜本駅が開業。
- 1948年（昭和23年）6月1日：東京急行電鉄から京浜急行電鉄が分離発足。
  - （月日不明）：塩浜駅 - 桜本駅間が単線化。
- 1949年（昭和24年）7月1日：休止中の六郷橋駅が廃止。
- 1951年（昭和26年）
  - 3月：塩浜駅 - 桜本駅間が休止。
  - 3月16日：京浜川崎駅 - 塩浜駅間の架線電圧が1500 V に昇圧され、塩浜駅 - 桜本駅間を除き京浜急行電鉄全線で架線電圧統一。600 V のままの塩浜駅 - 桜本駅間に川崎市電が乗り入れ開始。
- 1952年（昭和27年）1月1日：塩浜駅 - 桜本駅間を川崎市へ譲渡し、川崎市電の一部となる。
- 1956年（昭和31年）
  - 10月18日：港町駅が京浜川崎駅寄りに300 m移転。
  - 11月1日：列車集中制御装置 (CTC) を新設[14]。
- 1964年（昭和39年）3月25日：小島新田駅 - 塩浜駅間が塩浜操駅（現在の川崎貨物駅）建設のため休止。小島新田駅が京浜川崎駅寄りに300m移転。
- 1970年（昭和45年）
  - 11月12日：空港線とともに1号型ATSの使用を開始。京浜急行電鉄全線のATS化が完了。
  - 11月20日：小島新田駅 - 塩浜駅間が正式に廃止。現在の路線が確定。
- 1977年（昭和52年）5月10日：川崎大師駅 - 小島新田駅間が軌道法に基づく軌道線から地方鉄道法に基づく地方鉄道線に変更。
- 1987年（昭和62年）6月1日：京浜川崎駅が京急川崎駅に改称。
- 2009年（平成21年）2月14日：保安装置がC-ATSに更新。
- 2010年（平成22年）3月14日：小島新田駅が1面2線化。
- 2015年（平成27年）7月7日：デジタル空間波列車無線（デジタルSR無線）の使用を開始[15]。
- 2019年（平成31年）3月3日：東門前駅 - 小島新田駅間が地下化。同時に産業道路駅 - 小島新田駅間が複線化され、全線複線化が完了[16]。
  - 前日の3月2日営業運転終了後から地下化切替工事を開始。当日は始発から午前10時頃まで大師線全線を運休し、JR川崎駅東口バスターミナル（川崎モアーズ前） - （国道409号経由） - 小島新田児童公園前間でバス代行輸送が実施された（運行は川崎鶴見臨港バスが担当。一部駅付近の臨時バス停以外は各駅付近の同社既存バス停を活用）[17]。
- 2020年（令和2年）3月14日：産業道路駅が大師橋駅に改称[18]。

## 駅一覧
- 全駅が神奈川県川崎市川崎区内に所在する。ホーム有効長は4両編成分となっている。
- 京急川崎駅 - 港町駅間について、京急川崎駅の港町方には本線との連絡線があり、車両の検査や入れ替えの際に使用される。

| 駅番号 | 駅名                         | 駅間 営業キロ | 累計 営業キロ | 接続路線 |
| ------ | ---------------------------- | ------------- | ------------- | --- |
| KK20   | 京急川崎駅                   | -             | 0.0           | 京浜急行電鉄： 本線 東日本旅客鉄道： 東海道線（上野東京ライン）・ 京浜東北線・ 南武線（川崎駅:JT 04・JK 16・JN 01） |
| KK21   | 港町駅                       | 1.2           | 1.2           | |
| KK22   | 鈴木町駅                     | 0.8           | 2.0           | |
| KK23   | 川崎大師駅                   | 0.5           | 2.5           | |
| KK24   | 東門前駅                     | 0.7           | 3.2           | |
| KK25   | 大師橋駅 【旧駅名 産業道路】 | 0.6           | 3.8           | |
| KK26   | 小島新田駅                   | 0.7           | 4.5           | |

1. ↑  2010年10月21日より導入。
2. ↑  京急川崎駅とJR東日本の川崎駅との間の連絡運輸は定期券でのみ行われている。

### 廃駅
廃止・譲渡区間の駅は「廃止・譲渡区間」の節を参照
六郷橋駅
京急川崎駅 - 港町駅間、1899年（明治32年）開業、1949年（昭和24年）7月1日廃止
池端駅
六郷橋駅 - 川崎大師駅間の旧線上、1899年（明治32年）開業、1928年（昭和3年）12月28日廃止

### 廃止・譲渡区間
小島新田駅 - 塩浜駅 - 入江崎駅 - 桜本駅
- 塩浜駅 - 桜本駅間 : 架線電圧600Vのまま存置され、大師線の1500V昇圧時に川崎市に譲渡された。
- 小島新田駅 - 塩浜駅間 : 国鉄塩浜操車場の建設に伴い、1964年（昭和39年）に休止、1970年（昭和45年）正式に廃止となった。なお、川崎市電の塩浜電停 - 池上新田電停（旧入江崎駅と桜本駅の間に存在した電停）間は一足先の1967年（昭和42年）に廃止となっている。

## 乗降人員
2022年度（令和4年度）の1日平均乗降人員は下記のとおり。括弧内は2000年度（平成12年度）の1日平均乗車人員。(乗車人員と乗降人員は異なる)
- 京急川崎駅：112,923人（52,445人） - 本線の旅客を含む
- 港町駅：7,064人（2,470人）
- 鈴木町駅：9,973人（3,841人）
- 川崎大師駅：15,634人（8,024人）
- 東門前駅：11,945人（3,644人）
- 大師橋駅：9,656人（4,262人）
- 小島新田駅：20,502人（12,056人）

## 連続立体交差事業（地下化）
踏切解消等を目的とした「京浜急行大師線連続立体交差事業」として、小島新田駅を除くほぼ全線で地下化工事が計画されていた。JR川崎駅地下で川崎縦貫高速鉄道（川崎市営地下鉄）に乗り入れる計画だったが、川崎縦貫高速鉄道は計画廃止となったため、大師線の地下化も計画が縮小された。
第1期区間とされた小島新田駅 - 川崎大師駅間のうち、大師橋駅の東側で大師線と直交する「産業道路」（神奈川県道6号東京大師横浜線）の踏切を優先的に解消させるため、小島新田駅 - 東門前駅間は2019年（平成31年）3月3日に地下化が完了し、踏切4か所が解消された。
残る東門前駅 - 鈴木町駅間は、地下化が実現すれば踏切を6か所解消できる。2025年（令和7年）1月23日の川崎市役所による川崎市議会まちづくり委員会における説明では、2027年（令和9年）3月ごろに着工し、2038年度（令和20年度）の完成をめざしており、事業費は約990億円を見込んでいるが資材価格上昇により膨らむ可能性があるという。この区間はかつて2019年度（令和元年度）に工事着手とされ、その後に翌2020年度（令和2年度）に変更され）、2023年度（令和5年度）に地下化される計画となっていた。しかし、コロナ禍による社会経済状況の変化や、川崎市の財政難により事業費や工期・設計等の詳細な検討や精査を要することなどから、2020年度（令和2年度）の工事着手は見送られることとなった。今後の計画については2021年度（令和3年度）第3期実施計画（素案）で検討結果を明らかにするとされた。これについて京急は感染症の影響等による減収・減益があり、工事着手は困難であると説明している。
第2期区間とされた川崎大師駅 - 京急川崎駅間は、路線を大きく南側に移設して地下化し、さらに国道15号との交差地点に新駅「宮前駅（仮称）」の設置が予定され、市役所など市の中枢機能が集中する同地区やカルッツかわさきへのアクセス改善が計画されていた。しかし、すぐに工事着手できない状況であることから、2016年（平成28年）3月29日付で休止となり、その後、2017年（平成29年）10月27日に行われた平成29年度第1回川崎市公共事業評価審査委員会にて審議した結果、第2期区間と並行して都市計画決定されている川崎縦貫道路（高速部）1期事業も休止中で一体的な整備が困難であることや費用対効果などを勘案し、中止が決まった。今後は都市計画廃止・変更（鈴木町すり付け）手続きが予定されているほか、計画中止により残される踏切のうち、京急川崎駅 - 港町駅間の「本町踏切」（正式名称：京急川崎（大）第2踏切、国道409号との交差箇所）は立体交差化による自動車ボトルネックの解消が検討されており、工法によって300億 - 550億円の概算見積りがなされている。
一方、第2期区間中止の主因となった川崎縦貫道路は、東京外かく環状道路と一体化する形で国土交通省、東京都庁、川崎市役所の間で検討が進められ、整備再開の可能性も出てきている。

## その他の計画
京浜急行電鉄によると2027年度に大師線のワンマン運転を開始する予定となっている。